# سرخو سبز
سرخو سبز (نام علمی: Lutjanus viridis) نام یک گونه از سرده سرخوها است.